# Provincias Cautivas

Durante la ocupación y administración chilena de Tacna y Arica, el término de «provincias cautivas» tomó más notoriedad en la población peruana.

Las Provincias Cautivas es el nombre con que en el Perú se denominaba a los departamentos del sur después de la Guerra del Pacífico cuando las provincias de Tarata, Tacna y Arica quedaron bajo administración chilena por efecto del Tratado de Ancón hasta que un plebiscito zanjara el diferendo en torno a su pertenencia.
El referéndum nunca se realizó y finalmente el Tratado de Lima en 1929 entregó Arica a Chile y Tacna a Perú. Tarata había sido devuelto a Perú en 1925.

## Cuestión de Tacna y Arica
Al contrario del departamento peruano de Tarapacá, cuya cesión a Chile en 1883 no tuvo repercusiones duraderas fuera de las económicas, la entrega de Tacna y Arica generaron en Perú un malestar que tuvo influencias en las negociaciones entre ambos países y se vio confrontado con la Chilenización de Tacna y Arica.
El gobierno del presidente peruano Augusto B. Leguía llevó a cabo una publicidad denominando a las regiones de Tacna y Arica como las provincias cautivas. Tras la firma del Tratado de Lima en 1929 el término de provincias cautivas dejó de ser utilizado.
De 1968 a 1980 durante el Gobierno Revolucionario de la Fuerza Armada, el general Juan Velasco Alvarado volvió a emplear el término provincias cautivas para referirse a los territorios que hoy comprenden las regiones chilenas de Arica y Parinacota y Tarapacá.